# Trường Trung học phổ thông chuyên Khoa học Tự nhiên, Đại học Quốc gia Hà Nội
Trường Trung học phổ thông chuyên Khoa học Tự nhiên (tiếng Anh: HUS High School for Gifted Students, đôi khi còn được gọi là "Trường chuyên Tổng hợp") là hệ đào tạo trung học phổ thông của Trường Đại học Khoa học Tự nhiên, Đại học Quốc gia Hà Nội. Đây là một trong số bốn trường trung học phổ thông chuyên trên địa bàn thành phố Hà Nội, Việt Nam không trực thuộc của Sở Giáo dục và Đào tạo Hà Nội (ba trường còn lại là Trường Trung học phổ thông chuyên trực thuộc trường Đại học Sư phạm Hà Nội, trường Trung học phổ thông chuyên Khoa học Xã hội và Nhân văn trực thuộc Đại học Khoa học Xã hội và Nhân văn, Đại học Quốc gia Hà Nội, và Trường Trung học phổ thông chuyên Ngoại ngữ trực thuộc Đại học Ngoại ngữ, Đại học Quốc gia Hà Nội).
Khối được thành lập đầu tiên là chuyên Toán năm 1965 thuộc Đại học Tổng hợp Hà Nội; sau đó là chuyên Vật lý; chuyên Tin học (thành lập thêm lớp chuyên Tin thuộc cùng khối chuyên Toán); chuyên Hóa học và chuyên Sinh học (là trẻ nhất, được thành lập năm 1998).
Các khối chuyên của trường Trung học phổ thông chuyên Khoa học Tự nhiên Hà Nội đóng góp nhiều thành viên cho đội tuyển học sinh giỏi quốc gia và học sinh giỏi quốc tế. Trường cũng đồng thời được công nhận là ngôi trường giàu thành tích nhất Việt Nam về số lượng huy chương cũng như giải thưởng đạt được trong các kỳ thi học sinh giỏi quốc gia (Toán, Tin, Lý, Hóa, Sinh), Olympic Quốc tế (IMO, IOI, IPhO, IChO, IBO) và các kỳ thi Olympic trong khu vực. Các khối chuyên của trường cũng luôn nằm trong top dẫn đầu 200 trường có điểm trung bình thi đại học cao nhất Việt Nam từ lúc có bảng xếp hạng này (năm 2008, 2009, 2010).

## Cơ cấu tổ chức
Trường Trung học Phổ thông chuyên hiện nay bao gồm năm Bộ môn chuyên: 
- Bộ môn Chuyên Toán
- Bộ môn Chuyên Tin
- Bộ môn Chuyên Lý
- Bộ môn Chuyên Hóa
- Bộ môn Chuyên Sinh

Mỗi khối chuyên cũ nay là một/hai bộ môn, trực thuộc một khoa tương ứng của trường Đại học Khoa học Tự nhiên.
Mỗi Bộ môn do Chủ nhiệm Bộ môn đứng đầu. Giúp đỡ chủ nhiệm khối Bộ môn có Phó Chủ nhiệm và Văn phòng Bộ môn. Chủ nhiệm Bộ môn có quyền quyết định hầu hết mọi việc tại Bộ môn.
Trường Trung học phổ thông chuyên cũng được tổ chức như một trường trung học phổ thông độc lập.
Mỗi năm, trong kỳ học sinh giỏi quốc gia, mỗi Bộ môn chuyên chọn 10 học sinh tham gia với tư cách là đại diện cho Đại học Quốc gia Hà Nội

## Thành lập trường THPT chuyên KHTN
Vào ngày 14 tháng 6 năm 2010, UBND TP Hà Nội đã ban hành quyết định thành lập trường Trung học phổ thông chuyên Khoa học Tự nhiên (HUS High School for Gifted Students), chịu sự quản lý trực tiếp toàn diện của ban giám hiệu trường Đại học Khoa học Tự nhiên- Đại học Quốc gia Hà Nội và chịu sự quản lý về chuyên môn của Sở GD-ĐT Hà Nội.

## Hình ảnh

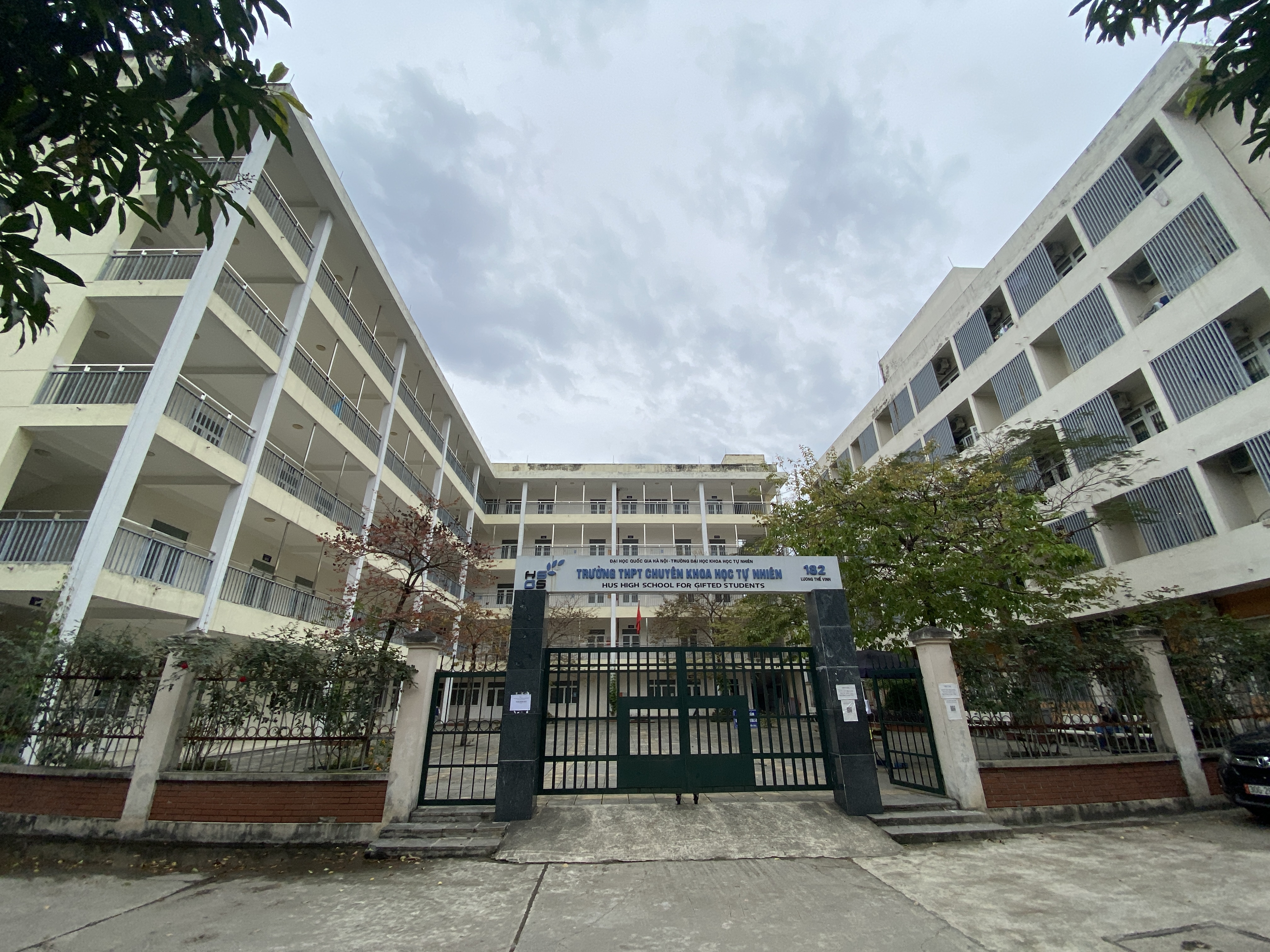
Nhà A-B
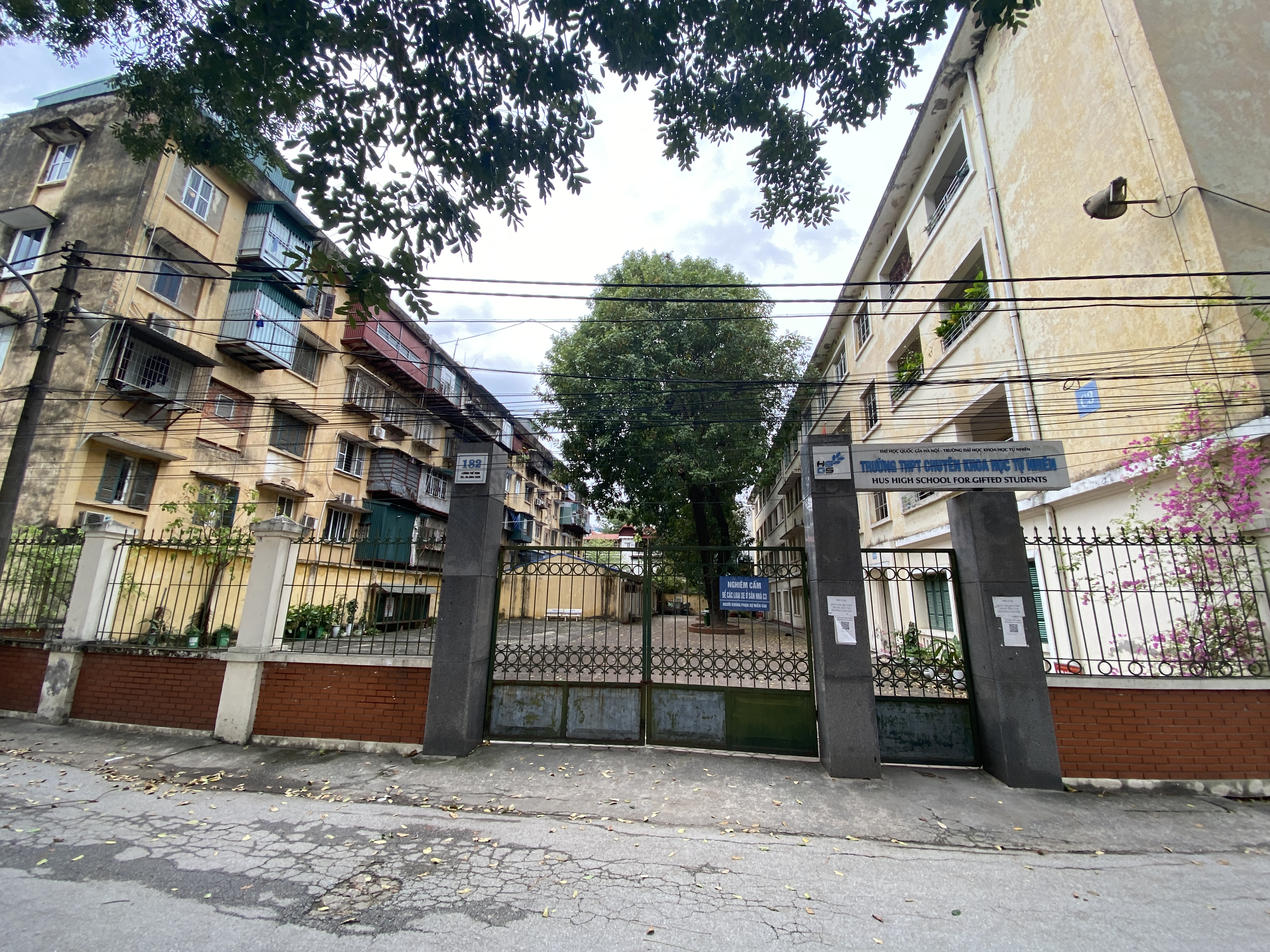
Nhà C3
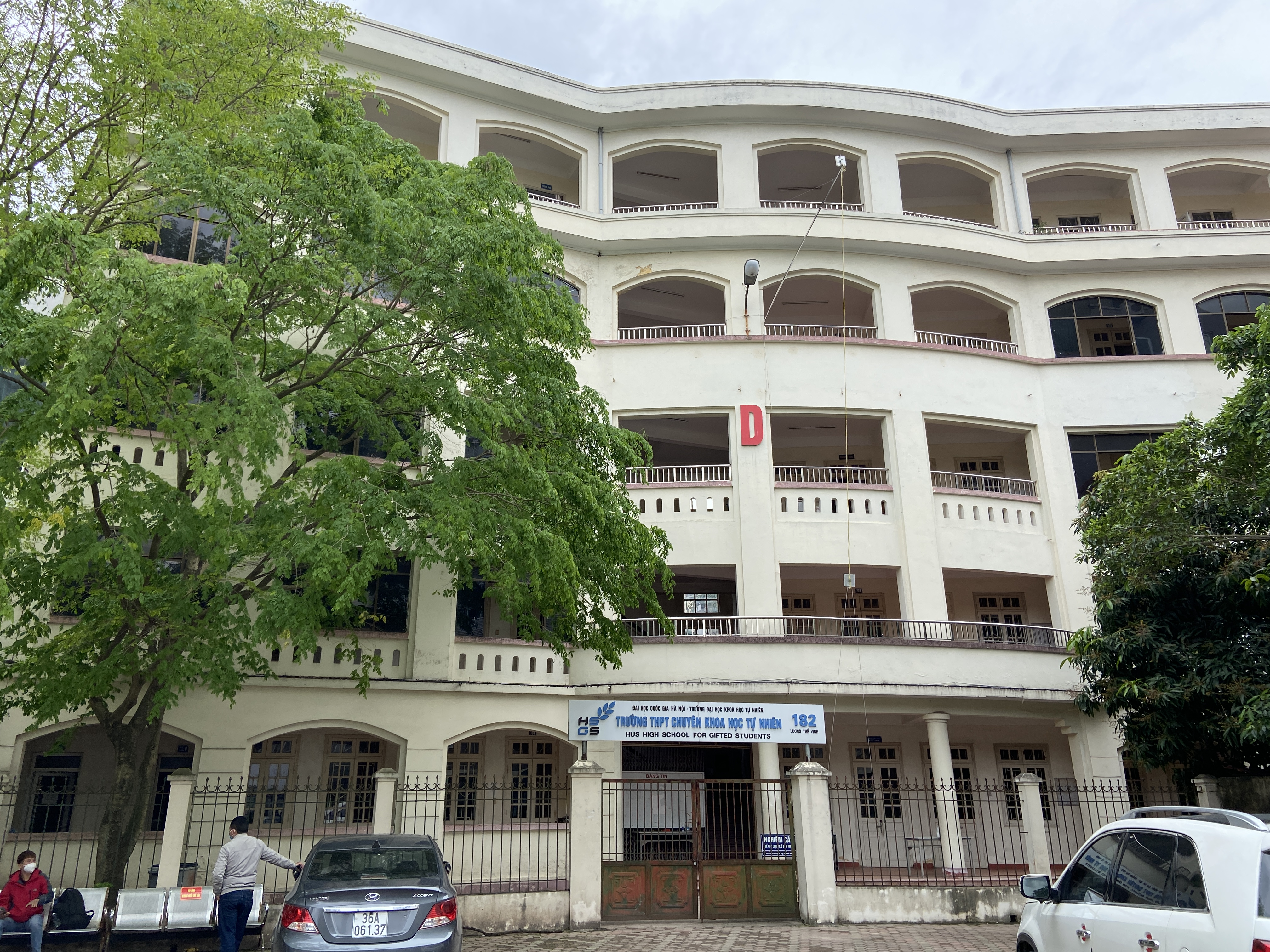
Nhà D